# Chrysanthrax cypris
Chrysanthrax cypris är en tvåvingeart som först beskrevs av Johann Wilhelm Meigen 1820.  Chrysanthrax cypris ingår i släktet Chrysanthrax och familjen svävflugor. Inga underarter finns listade i Catalogue of Life.